# 羅氏肩鰓䲁
羅氏肩鰓䲁（學名：Omobranchus robertsi），為輻鰭魚綱鳚形目䲁科肩鰓䲁屬的一種，該種名是為了紀念美國魚類學家泰森·羅伯茨（Tyson R. Roberts)，分布於中西太平洋巴布亞紐幾內亞海域，棲息在沿海淺水域，雌魚產附著性卵，雄魚有護卵行為，幼魚為浮游性，生活習性不明。